# 澤山璃奈
澤山 璃奈（さわやま りな、1988年〈昭和63年〉10月13日 - ）は、日本のタレント、女優、プロフィギュアスケーター。学位は学士（文学）（法政大学）。東京都出身。プラチナムプロダクション所属。

## 略歴

### 学歴
- 2011年3月に法政大学文学部心理学科を卒業。

### タレント、歌手、女優として
- 2006年 に翌年の 東レ水着キャンペーンガールに選出され芸能界デビュー。その年の12月に「ビッグコミックスピリッツ」の表紙&巻頭グラビアを飾り、初写真集、初イメージDVDを続けて発売する。以降、多数の雑誌で表紙、グラビアを飾る。
- 2007年4月よりテレビ東京系『おはスタ』で『リナ・美神（ヴィーナス）』として毎週月曜の担当としてレギュラー初出演。バラエティ番組のゲスト出演やレギュラー出演多数。
- 2010年4月より日本テレビ『PON!』に月曜日・木曜日のお天気お姉さんとしてレギュラー出演。
- 2014年12月12日、6冊目の写真集であり自身もデビューしてからの夢だったという写真家篠山紀信との写真集『澤山璃奈×篠山紀信』を発売。
- デビューからタレント活動がメインだったが、2016年からは幼い頃からの夢だった歌手活動も始め、現在はダンボーカルグループ『LOVEACE』(ラヴィース)のセンターを務め、ダンス、ボーカル、作詞も行なっている。

### スケート選手として
小学3年の時に"お姫様のようなコスチュームが着たい"という理由でスケートを始める。スケートクラブは昭和の森FSC、新横浜プリンスホテルFSCおよび法政大学体育会スケート部フィギュア部門に所属。
全日本フィギュアスケートジュニア選手権のアイスダンスで2004年から2006年まで3連覇した。2007-2008シーズンからはタレント活動と並行しながらも女子シングルに復帰。
クラブの先輩である荒川静香にビールマン・スピンのコツを聞かれたことがある。
2011年1月の日本学生氷上競技選手権大会 準優勝。
大学卒業後、2011年4月にプロに転向し、プリンスアイスワールドチームに4年間所属。
現在も芸能活動と並行しながら、プロフィギュアスケーターとして全国各地の数々のアイスショーやスケート教室などのイベントに出演している。

### 受賞歴
- 2001年 - 関東フィギュアスケート選手権大会 ノービスA女子優勝
- 2004年 - 第73回全日本フィギュアスケートジュニア選手権大会 アイスダンス優勝
- 2005年 - ISUジュニアグランプリ フィギュアスケート国際競技大会SBC杯 日本代表
- 2005年 - 第74回全日本フィギュアスケートジュニア選手権大会 アイスダンス優勝
- 2006年 - 2007年度 東レ水着キャンペーンガールに選ばれる。
- 2006年 - 第75回全日本フィギュアスケートジュニア選手権大会 アイスダンス優勝
- 2008年 - 関東学生フリースケーティング選手権 優勝
- 2009年 - インカレ 準優勝
- 2009年 - 冬季国体（青森） 神奈川県成人女子代表として出場
- 2010年 - 冬季国体（釧路） 神奈川県成人女子代表として出場
- 2011年 - インカレ 準優勝

## 人物
- 幼い頃から、ディズニーアニメやプリンセスが好きで歌とダンスが得意だった為、物心ついた頃からブリトニー・スピアーズのような歌もダンスも演技も出来るアーティストに憧れていた。フィギュアスケートが好きな母の影響と可愛い衣装に惹かれ、8歳からフィギュアスケートを始め日本代表も経験。
- 買い物中に渋谷でスカウトされたのをきっかけに17歳の頃芸能事務所に入りスケート、芸能活動、学業を両立。
- デビュー当時からのキャッチコピーは"氷の上のマーメイド"。フィギュアスケーターでもあり、芸能界デビューが東レ水着キャンペーンガールだったこと、自身も小麦色の肌でマーメイドが大好きなことからこのキャッチコピーになった。
- 好きな色はピンク、レインボー。
- 趣味は1人海外旅行。
- 韓国語の日常会話、読み書きが出来る。韓国の音楽や文化などに詳しく、渡韓歴は20回以上。
- アイススケートをモチーフにしたデザインのオリジナルウェアやアクセサリー、小物などのウェブショップ『Canderina』(キャンデリーナ)のデザインと運営をしている。
- 私生活では2021年10月13日、33歳の誕生日に結婚したことを自身のTwitterで発表した[6]。

## 主な戦績

### アイスダンス
- 水谷太洋とのカップル[7]

| 大会/年         | 2004-5 | 2005-6 | 2006-7 |
| --------------- | ------ | ------ | ------ |
| 全日本Jr.選手権 | 1      | 1      | 1      |
| JGPSBC杯        |        | 13     |        |

## 作品

### 映像作品
- Waltz for Rina（2008年7月25日、リバプール）
- REENUS（2011年7月25日、ワニブックス）
- フェアリーナ（2012年3月23日、竹書房）
- ラブリーナ（2012年3月23日、竹書房）
- 璃奈風（2012年10月26日、イーネット・フロンティア）
- 璃奈空（2012年12月20日、イーネット・フロンティア）
- 素顔の私（2020年11月20日、竹書房）

## 出演

### テレビ番組
レギュラー出演
- ランニングエンターテインメント サブ4!!（2018年4月5日 - 、BS日テレ）
- おはスタ（2007年4月 - 2008年5月、テレビ東京） - 月曜レギュラー
- ビーバップ!ハイヒール（2009年12月 - 、朝日放送） - 準レギュラー
- PON!（2010年4月 - 2011年3月（月曜・木曜　お天気担当[3]）、2011年4月 - 2011年9月（金曜中継コーナー担当）、日本テレビ）
  - 『おもいッきりPON!』（2010年3月26日） - レギュラー出演直前に出演
- That's宝くじ（TBS） - 『アッコにおまかせ!』生放送終了直後に放送のインフォマーシャル

#### ゲスト出演
- フィギュアの新世界!修造カンゲキ リナ号泣 これが奇跡の舞台裏だ!（TBS）
- ジャンクSPORTS（2007年1月14日・2月25日、フジテレビ）
- 世界バリバリ☆バリュー（2007年4月11日・6月11日・7月4日、毎日放送）
- ネプリーグ（フジテレビ）

他多数

### ドラマ・映画
- ここが噂のエル・パラシオ（2011年10月 - 12月、テレビ東京）[8] - 棚橋万里子 役
- テレビ愛知開局30周年記念作品 スケート靴の約束〜名古屋女子フィギュア物語〜（2013年12月25日、テレビ愛知制作・テレビ東京） - 加藤美保 役
- 天使じゃないッ！（2018年4月14日、日本出版販売） - ティア 役[9]
- 天使じゃないッ！2（2018年4月15日、日本出版販売） - ティア 役[10]
- 猫は抱くもの[11]（2018年9月） - LOVEACE本人 役
- 警視庁ゼロ係〜生活安全課なんでも相談室〜#SEASON5（2021年）第3話（2021年5月14日、テレビ東京）- 山岸明世 役

### CM
- ダイハツ工業 ムーヴ「コーナリング」篇
- volvic インフォマーシャル

### ラジオ
- テリー伊藤のってけラジオ（ニッポン放送）
- 岩本勉のまいどスポーツ（文化放送）
- レコメン!（文化放送）
- コメンリアルボイス（文化放送）
- われらイマドキッ!〜DOKODOKI商品研究所〜（2010年4月 - 10月、MBSラジオ） - レギュラー出演
- オレたちゴチャ・まぜっ!〜集まれヤンヤン〜（2013年4月27日 - 2014年4月12日、MBSラジオ）

## 書籍

### 雑誌
- ビッグコミックスピリッツ（表紙に4回登場）

### 写真集
- IceDance Revolution（2007年4月、小学館、撮影：西田幸樹）ISBN 978-4-09-363711-4
- Happy=Sweet（2007年11月5日、ゴマブックス、撮影：黒佐勇）ISBN 978-4-7771-0800-8
- R22（2011年5月25日、ワニブックス、撮影：TakeoDec.）ISBN 978-4-8470-4377-2
- I BELIEVE（2012年9月28日、講談社、撮影：丸谷嘉長）ISBN 978-4-0621-8009-2
- Twenty four-24-（2013年3月27日、イーネットフロンティア、撮影：Hirokazu）
- 澤山璃奈×篠山紀信（2014年12月12日、小学館、撮影：篠山紀信）

### その他出版物
- 澤山璃奈 トレーディングカード 全178種類[12]

### イベント・アイスショー
- SOYJOY×高島屋（JR名古屋高島屋）
- フランス映画祭2007「情痴アヴァンチュール」舞台挨拶（TOHOシネマズ六本木ヒルズ）
- エアロスケートリンク（丸ビル）
- NIKE、ポスター
- ピカチュウ大量発生チュウ!～今度はぬれるんだって???～（2016年8月7日 - 14日、横浜みなとみらい）[13]
- White Sacas （赤坂サカス）
- 「艦これ」鎮守府“氷”祭り in 幕張特設泊地 －氷上の観艦式－（2018年7月14日・15日、幕張メッセイベントホール） - 深海氷上棲姫 役